# Cooperativa popular de consum Pau i Justícia
La Cooperativa popular de consum Pau i Justícia és un edifici de planta baixa i un pis situat a la cantonada dels carrers de Pere IV i de Batista del Poblenou de Barcelona, catalogat com a bé amb interès documental (categoria D). Actualment és la seu de la Sala Beckett.

## Història i descripció
La cooperativa popular de consum «Pau i Justícia» del Poblenou va ser fundada de manera informal cap al 1897 per un grup de treballadors i assolí estatus legal l'any 1905. El 1909 van adquirir un terreny al carrer de Batista per a construir-hi la primera seu, avui desapareguda.
L'augment del nombre d'associats va motivar la construcció d'un nou edifici a la cantonada amb el carrer de Pere IV, projectat el 1922 per l'arquitecte Josep Masdeu, i inaugurat oficialment el 20 d'abril del 1924. A banda d’un habitatge, l'espai disposava de magatzems, sala de juntes, cuina i un saló-cafè. El 1934 es va ampliar amb l'adquisició d'una nau adjacent que hi havia entre ambdós edificis.
El 1953 va ser novament reformat, i va perdre bona part del seu caràcter monumental amb la desaparició del frontó que coronava la façana principal i la substitució de la balustrada de la balconada del primer pis per una barana de ferro.
Un cop extingida la cooperativa, l'edifici va caure en mans privades fins que fou adquirit per l'Ajuntament de Barcelona, que el 2013 el cedí a la Sala Beckett. La reforma va anar a càrrec dels arquitectes Ricardo Flores i Eva Prats (Flores i Prats), i va obtenir el Premi Ciutat de Barcelona en arquitectura i urbanisme del 2016.